# 圣若望广场阶梯
43°19′05″N 11°19′46″E / 43.317923°N 11.329473°E

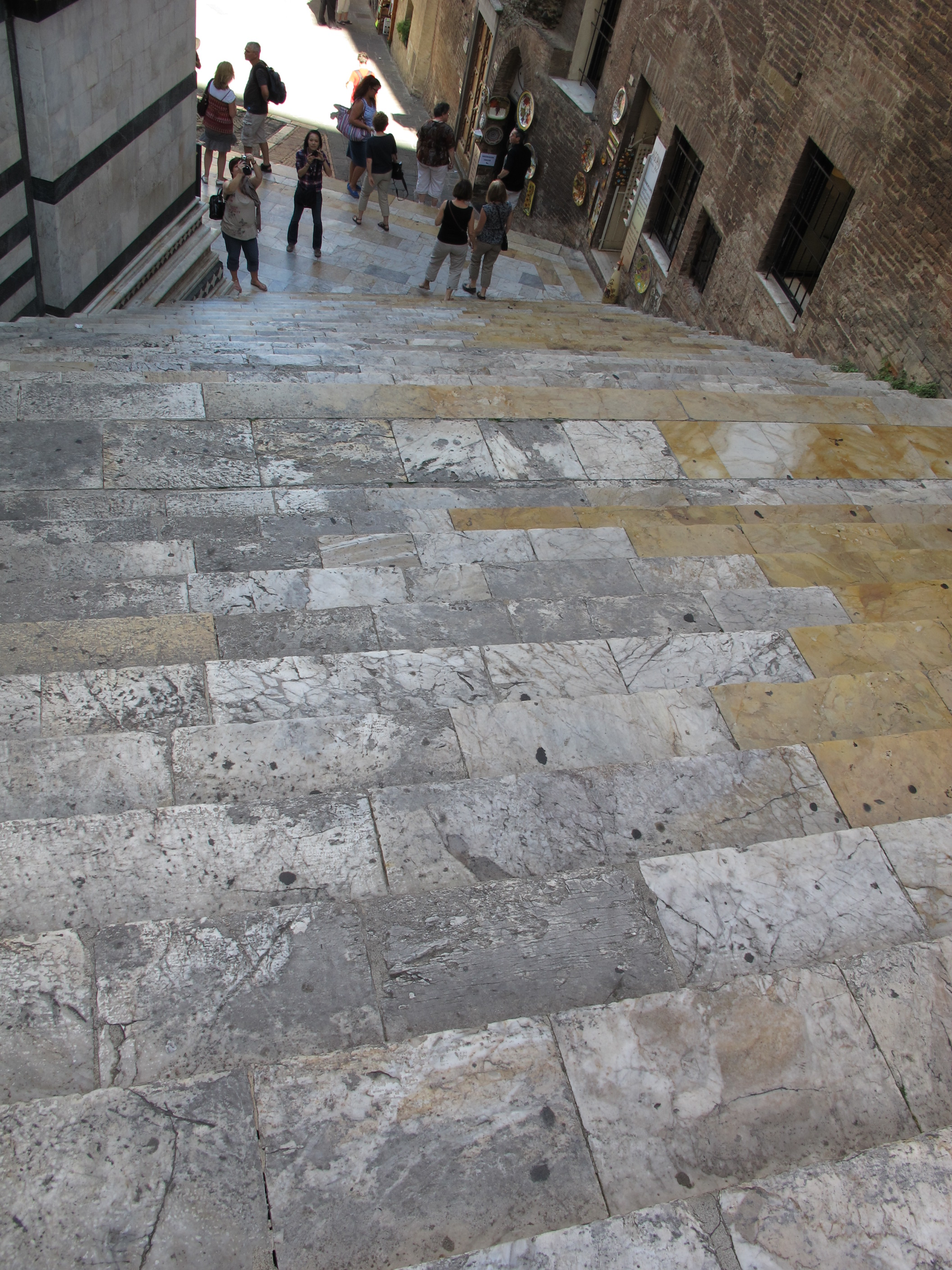
圣若望广场阶梯

圣若望广场阶梯（Scalinata di piazza San Giovanni）是意大利的世界遗产城市锡耶纳一段陡峭的大理石阶梯，介于圣若望洗礼堂前的圣若望广场（piazza San Giovanni）与锡耶纳主教座堂前的主教座堂广场之间，通过新主教座堂（从未完成的主教座堂扩建工程）北墙上开的门。
圣若望广场阶梯建于1451年，由乔万尼·萨巴泰利设计。有一级台阶雕刻有十字架，传说圣加大肋纳（santa Caterina da Siena）在此被魔鬼推下。

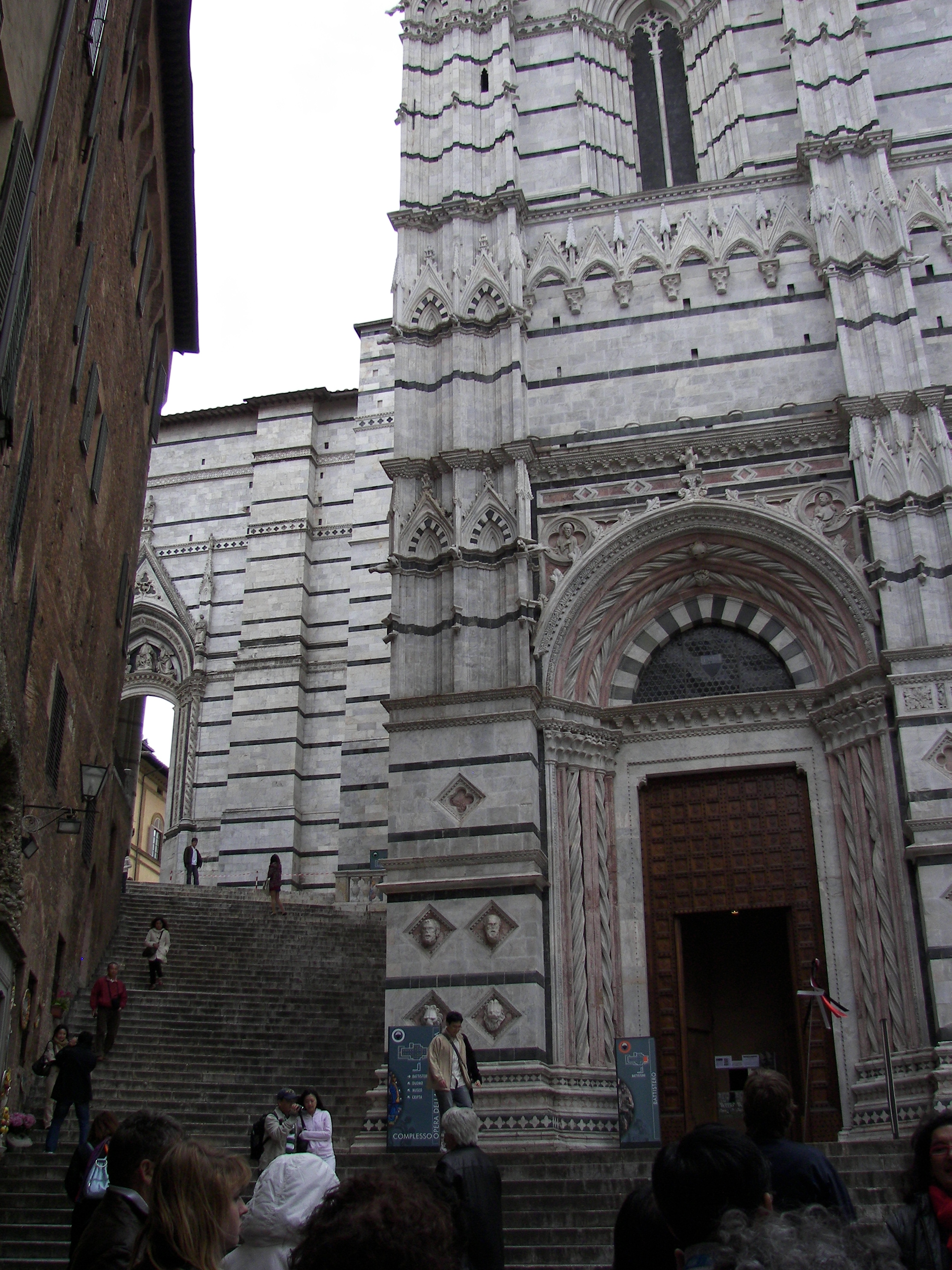
从底部向上看